# John Snersrud
John Andersen Snersrud  (ur. 7 października 1902 w Gulsvik, zm. 10 lutego 1986 w Rjukan) – norweski narciarz uprawiający kombinację norweską, brązowy medalista olimpijski.

## Kariera
W zawodach krajowych jego największym osiągnięciem było zajęcie ósmego miejsca w zawodach w kombinacji podczas Holmenkollen Ski Festival w 1930 roku. Dwa lata wcześniej był drugi w otwartych mistrzostwach Niemiec. Największy sukces w swojej karierze osiągnął także w 1928 roku, zdobywając brązowy medal na igrzyskach olimpijskich w Sankt Moritz. W konkursie skoków zajął trzecie ze znaczną stratą do prowadzącego Rudolfa Burkerta z Czechosłowacji, jednak wynik Snersruda był najlepszy spośród reprezentantów Norwegii. Na trasie biegu uzyskał dziewiąty czas, co wystarczyło by zdobyć brązowy medal. Wyprzedzili go tylko dwaj rodacy: zwycięzca Johan Grøttumsbråten oraz srebrny medalista Hans Vinjarengen.
Snersrud urodził się w Gulsvik, ale mieszkał w Rjukan, gdzie aż do emerytury pracował jako elektryk.

## Osiągnięcia

### Igrzyska olimpijskie
| Miejsce | Dzień     | Rok  | Miejscowość  | Konkurencja   | Wynik      | Strata     | Zwycięzca            |
| ------- | --------- | ---- | ------------ | ------------- | ---------- | ---------- | -------------------- |
| 3.      | 18 lutego | 1928 | Sankt Moritz | Indywidualnie | 17,833 pkt | -2,812 pkt | Johan Grøttumsbråten |